# Ananda Everingham

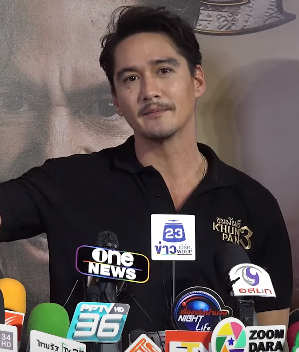
Ananda Everingham

Ananda Matthew Everingham (Lao: ອນນັດາ ເອເວອຣິ່ງແຮນ, Thai: อนันดา เอเวอริ่งแฮม, * 31. Mai 1982 in Thailand) ist ein laotisch-australischer Filmschauspieler und Model.

## Leben und Werk
Ananda Everingham ist der älteste Sohn des australischen Fotojournalisten John Everingham und dessen erster Ehefrau, der Laotin Keo Sirisomphone. Die dramatische Familiengeschichte, die letztlich zu seiner Geburt führte, wurde im Fernsehfilm Operation Comeback thematisiert. Ananda verbrachte seine Jugend größtenteils in Thailand, wo er mit seinem Bruder Chester Jay aufwuchs. Daneben hat er noch einen Halbbruder.
Während einer Aushilfstätigkeit im indischen Restaurant seiner Familie wurde er 14-jährig von Khun Mingkwan entdeckt, dem Manager Thailands größter Unterhaltungsgesellschaft GMM Grammy, der ihn schließlich zum Film führte. Nach dem Auftritt in seinem Debütfilm Anda Gub Fahsai folgten Tätigkeiten für Musikvideos und Fotoshootings.
Internationale Aufmerksamkeit erlangte er vor allem als Darsteller mit der Verkörperung von Tun in dem Horrorfilm Shutter. In dem Film spielte er einen Fotografen, der aufgrund unterlassener Hilfeleistung und Fahrerflucht von einem Schatten verfolgt wird.